# Словенская кухня
Словенская кухня (словен. slovenska kuhinja) — национальная кухня словенского народа, также кухня народов Словении.

## Описание
На словенские блюда на определённых этапах времени оказывали влияния соседние кухни следующих стран: австрийская, венгерская и итальянская кухни. Традиционными словенскими супами являются: грибной суп (словен. Gobova juha), который готовится исключительно из белых грибов; йота (словен. Jota) — овощной суп, первоначально служивший пищей для крестьян с добавлением различных специй, а также красной фасоли, картофеля и свиных рёбрышек; кислый суп (словен. Kisla juha) на основе бульона из копчёной свинины с крупно нарезанными кусками мяса и картофеля. В суп также добавляют морковь, лук, чеснок, немного муки, яблочный уксус, сметану и специи.
В разделе рыбных блюд: бакалар (словен.Bakalar) представляющий собой паштет из солёной трески: рыбу отделяют от костей, вымачивают в соли, а потом разрезают на мелкие составляющие, и, смешивая с оливковым маслом, превращают в однородную смесь. Полученный паштет мажут на хлеб или на картофель.
Самой знаменитой кашей являются айдовы жганцы (словен.Ajdovi žganci) на основе гречневой муки, порой с использованием жареного лука или кусочков жареного свиного сала.
Из колбас самой знаменитой, в том числе и за пределами страны является краньская колбаса (словен. Kranjska klobasa), считающаяся «шедевром национального значения». В 2015 году Европейская комиссия присвоила данному продукту статус PGI (Защищённое географическое указание).
Так как большая часть современной Словении являлась частью Австро-Венгерской империи, были заимствованы такие блюда у австрийцев как: квашеная капуста, жареные колбаски, шницели и яблочная выпечка, омлет, штрудели и всевозможные различные торты. Из Венгрии — одна из разновидностей гуляша «бограч» (slov. Bograč) и наваристые супы, а из средиземноморской Италии — широкое применение морепродуктов и зелени, а также твёрдых овечьих сыров, например: бовецкого сыра, а также словенские клёцки нокки (словен. Njoki) и пршут (словен. Kraški pršut) — являющийся аналогом итальянского прошутто.
Среди десертов стоит отметить гибаницы, медовые пряники, кремшниты, грмады, штруклы (дрожжевое или тянутое тесто), а также потицы.